# Lex genucia
La lex genucia fue una ley dada por el tribuno del pueblo Lucio Genucio en el año 342 a. C. (411 de la fundación de Roma). En ella prevenía: 
1. Que los dos cónsules podrían ser plebeyos
2. Que ninguno podría continuar en el mismo destino por más de dos años seguidos, ni ejercer dos empleos al mismo tiempo
3. Que quedaba abolida la usura.